# Хуан Цзюйцай
Хуан Цзюйцай (*黃居寀, 933 —993) — китайський художник часів царства Пізня Шу та династії Сун.

## Життєпис
Народився у 933 році у м. Ченду (сучасна провінція Сичуань). Був молодшим сином відомого художника Хуан Цюаня. Від нього отримав основу художнього майстерності. Згодом Хуан Цзюйцай працював при дворі володаря царства Пізня Шу Мень Чана. У 965 році цю державу було захоплено арміями сун. Незабаром після цього Хуан Цзюйцая перевозять до Кайфена. Тут він стає придворним художником сунських імператорів — Тайцзу та Тай-цзуна. Водночас зробивши чудову службову кар'єру — отримує посаду дайчжао («чекаючий імператорських вказівок»), члена Академії живопису (Хуа-юань). Помер у Кайфені у 993 році.

## Творчість
Працював у жанрі «квіти і птахи». Наслідував стилю свого батька, який вдосконалив й розвинув. Його роботи характеризуються яскравістю, виточеністю, безперервним контуром, дещо увігнутим, використання тіней, підкресленням об'єктів. Хуан Цзюйцай сприяв народженю академічного стилю живопису епохи Північна Сун. Найвідомішими творами художника є сувій «Фазан та дрібні птахи біля зізіфуса», «Горобці грають в очереті», «Папуга на гілці персикового дерева», «Дві білих квітки камелії і пташка на гілці», «Фазани і колючі чагарники».